# هلقوس
الهُلْقُوس هو جنس من النباتات الإفريقية والأَوراسِيّة في قبيلة الشوفان ضمن الفصيلة النجيلية. تستخدم أنواع الهلقوس نباتاتً غذائيةً من يرقات بعض أنواع حرشفيات الأجنحة مثل أنواع جنس حامل الأكياس.